# Bert Williams (cómico)
Egbert Austin Williams, conocido por su nombre artístico de Bert Williams (Nasáu, 12 de noviembre de 1874- Nueva York, 4 de marzo de 1922) fue un actor estadounidense de origen bahamés. Es reconocido como uno de los artistas más eminentes de la época del vodevil y uno de los comediantes más populares para todos los públicos de su tiempo. 
Fue de lejos el artista negro con más ventas antes de 1920. En 1918, el New York Dramatic Mirror llamó a Williams "uno de los grandes cómicos del mundo".

## Vida y carrera
Nacido en Nasáu, Bahamas a los once años emigró con su familia a Florida y luego a Riverside, California. Tras graduarse en el instituto, en 1893 se unió a diversos espectáculos de minstrel de la costa oeste y sería así, que poco después conoció en San Francisco a su futuro socio y compañero artístico, George Walker.
Él y George interpretaron juntos números de canto y baile, diálogos cómicos y parodias y canciones humorísticas. Primero asumieron los papeles típicos del vodevil: Williams el hábil fabulador y Walker, el "tonto" víctima de sus planes, pero descubrieron que obtenían una mejor reacción invirtiendo los roles y expectativas. Walker, de piel oscura y facciones angulosas, se convirtió en el dandi astuto, y Williams, de piel más clara y fornido, era el pobre ingenuo. A finales de 1896 en Nueva York la pareja fue incluida en The Gold Bug, un musical en apuros que no sobrevivió pero ellos llamaron la atención y fueron contratados para encabezar el salón de vodevil de Koster y Bial durante 36 semanas, donde popularizaron el cakewalk. Como era costumbre en el momento, ambos actuaban con la cara pintada de negro y se hicieron llamar los "dos verdaderos coons" para distinguir su acto de los de los numerosos blancos que actuaban así. También en 1896 Williams grabó sus primeras canciones, pero no ha sobrevivido ningún ejemplar. Participaron en un evento a "beneficio de los pobres de Nueva York" celebrado el 9 de febrero de 1897 en la Metropolitan Opera House, su única aparición en ese teatro.
Williams actuó con la cara pintada toda su vida, siendo una de sus características principales. Los expertos notan la ironía de presentarse como negros satirizando a los blancos que se burlan de un baile negro que originalmente satirizaba los modales ostentosamente quisquillosos de los amos blancos de las plantaciones. El dúo también cuidó de presentarse impecablemente arreglados y vestidos con elegancia en sus fotos publicitarias, usadas para promocionarse en periódicos, carteles y las portadas de las partituras que promocionaban sus canciones. Así, trazaban un contraste entre su comportamiento en la vida real y los personajes cómicos y exagerados que interpretaban sobre el escenario. Esto hizo que algunos periódicos negros los criticaran por no elevar la dignidad de su raza.

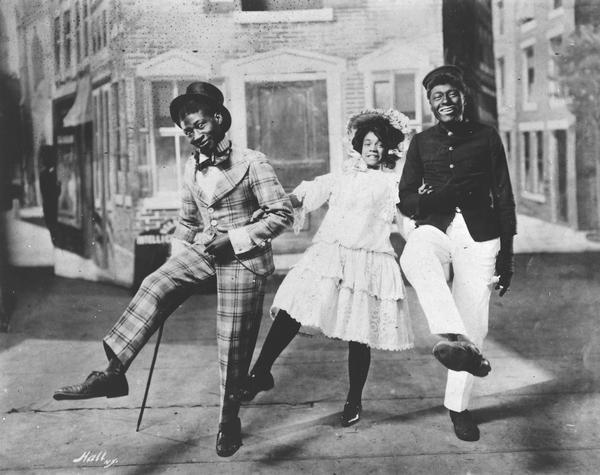
De izquierda a derecha, George Walker, Ada Overton Walker y Bert Williams bailan cakewalk en In Dahomey, el primer musical de Broadway escrito e interpretado por negros; 1903.

En 1899, Williams sorprendió a su compañero Walker y a su familia casándose muy discretamente con Charlotte "Lottie" Thompson, una cantante con la que había trabajado en sus inicios. Lottie era una viuda ocho años mayor que él. Pero el matrimonio fue feliz y duró hasta su muerte. No tuvieron hijos, pero adoptaron y criaron a tres de las sobrinas de Lottie. También acogieron con frecuencia en su hogar a niños huérfanos.
Williams y Walker continuaron una exitosa sucesión de actos de vodevil, como A Senegambian Carnival, A Lucky Coon o The Policy Players aunque convertirse en estrellas no los libró de una vida limitada en la sociedad blanca. En agosto de 1900, en Nueva York, rumores histéricos de que un detective blanco había sido disparado por un hombre negro provocaron un motín. Ignorando que se había desatado violencia callejera, el dúo abandonó el teatro tras su actuación y tomaron caminos separados. Williams fue por un camino afortunado, pero Walker fue echado del tranvía por una turba furiosa y apaleado.
Un mes después, obtuvieron su mayor éxito hasta ese momento con Sons of Ham, una farsa sin los estereotipos comunes entonces sobre la negritud. En 1901, grabaron trece discos con sus canciones en tiradas limitadas de menos de mil ejemplares. En septiembre de 1902 estrenaron un éxito todavía mayor, el musical In Dahomey. Fue el primer musical de larga duración escrito e interpretado por negros en Broadway. Luego fueron de gira por Estados Unidos y Reino Unido, recibiendo excelentes críticas en Londres. Una de las canciones del musical, I'm a Jonah Man, se convirtió en la más característica de Williams, y estableció el personaje que más interpretó en su carrera: la víctima de desgracias que habla lento y piensa profundamente.
El éxito internacional los convirtió en los artistas afroamericanos más famosos. Ambos trabajaban duro para producir teatro de calidad. Querían que sus decorados y vestuarios fueran tan cuidados y extravagantes como los de los teatros blancos. También tenían una gran iluminación y accesorios elaborados. Walker era el más experto en negocios de los dos y manejaba la mayor parte de la gestión de producción. El objetivo era elevar la profesionalidad en el teatro negro. En 1908, Walker fundó The Frogs, una organización para artistas afroamericanos. El equipo produjo y protagonizó dos obras de teatro muy exitosas, In Abyssinia (1906), que incluyó camellos vivos, y Bandanna Land (1907). A pesar de los elogios, algunos críticos se sentían incómodos o inseguros ante su ambición, desaprobando que apenas hubiera "un rastro de negrismo" en las obras. George Walker no se amilanó y dijo al Toledo Bee: "Todo es podredumbre, este acto de payasadas con pañuelo y cara pintada, con el que se asocia la actuación de los negros, debería desaparecer y estamos tratando de matarlo." El más extrovertido Walker rara vez tuvo reparos en oponerse a los prejuicios raciales y limitaciones de su época, mientras el más introvertido Williams no expresaba sus sentimientos.
Mientras actuaban en Bandanna Land en enero de 1909, Walker empezó a sufrir síntomas de sífilis terminal, tartamudeando y perdiendo la memoria. Se vio obligado a abandonar la obra y murió prematuramente dos años después. Su ausencia dejó a Williams profesionalmente a la deriva. Volvió a actuar como solista en el vodevil, con un estatus superior y alto salario, pero una organización de vodevil que se oponía a la presencia numerosa de negros y mujeres en el circuito, The White Rats of America, intimidó a los directores de teatro para que redujeran su facturación. El temerario Walker habría protestado ante semejante insulto a su condición de estrella, pero el reservado Williams no protestó. Debido a su condición étnica, Williams debía trabajar y alojarse separado de los compañeros blancos, aumentando su sensación de aislamiento tras la pérdida de Walker.

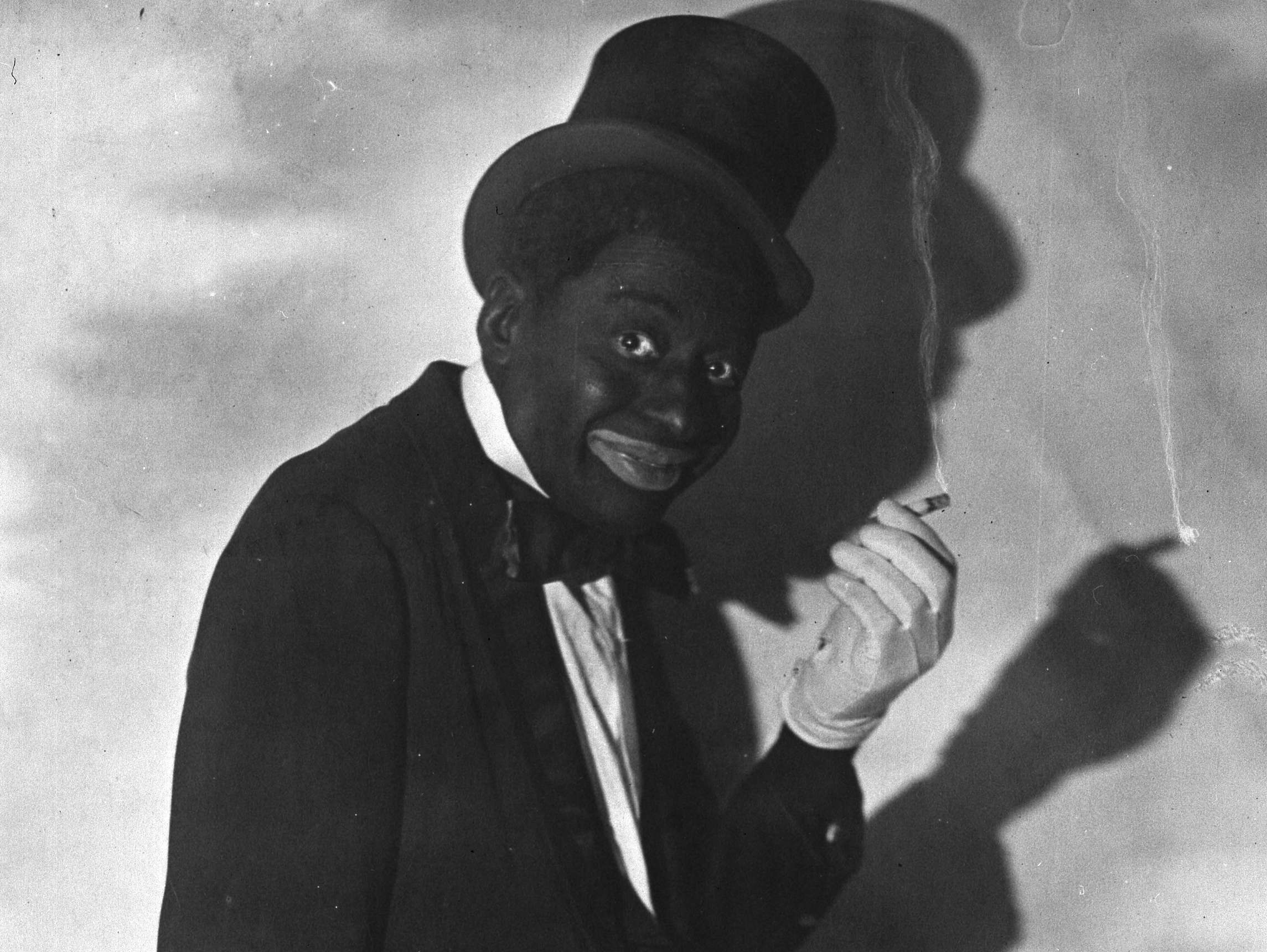
Bert Williams caracterizado, 1921.

Florenz Ziegfeld se acercó a él para que actuara en sus follies. Los actores blancos amenazaron con irse porque no querían la competencia de un actor negro, pero cambiaron de opinión cuando Ziegfeld dijo que podía reemplazar a cualquiera de ellos excepto a Williams, porque era único y talentoso. La presencia de un actor negro en medio de un espectáculo completamente blanco fue impactante en 1910. Después de que terminó su contrato de tres años, firmó por otros tres años con las Follies debido a su éxito. En 1913 los discos publicados con sus canciones estaban entre los más vendidos. En 1916 protagonizó dos cortometrajes mudos, Fish y Natural Born Gamblers.
A pesar de su éxito y popularidad siguió enfrentándose al racismo institucionalizado. En una ocasión, cuando intentó comprar una bebida en el bar del elegante Hotel Astor de Nueva York, el camarero blanco trató de ahuyentar a Williams diciéndole que le cobrarían cincuenta dólares. La respuesta de Williams fue sacar un grueso rollo de billetes de cien dólares del bolsillo, colocar el fajo sobre la barra y ordenar una ronda para todos los presentes en la sala. Le dijo a un reportero: "Dicen que es una cuestión de prejuicio racial. Pero si fuera un prejuicio, un bebé lo tendría, y nunca lo encontrarás en un bebé... Me he dado cuenta de que este "prejuicio racial" no se encuentra en personas que están lo suficientemente seguras de su posición como para desafiarlo". En una carta a un amigo, describiendo la discriminación y abuso experimentados, agregó: "Cuando lleguen los cambios definitivos... me pregunto si los nuevos seres humanos creerán que las personas sobre las que te escribo realmente vivieron."
En 1920 apareció en la revista Broadway Brevities of 1920, seguida de Shuffle Along en 1921, lo que reabrió Broadway a los musicales negros. Produjo un nuevo espectáculo completamente negro, Under the Bamboo Tree, que no fue un gran éxito. Aquejado de alcoholismo y depresión, su salud comenzó a fallar. Murió el 4 de marzo de 1922. Pocos sabían que estaba enfermo, por lo que el deceso fue una sorpresa. Rompiendo una última barrera, a su funeral acudieron casi dos mil dolientes, de ambas razas.

## Legado
En 1910, Booker T. Washington escribió sobre Williams: "Él ha hecho más por nuestra raza que yo. Ha sonreído para llegar al corazón de la gente."
Phil Harris grabó "Nobody" y "Woodman, Woodman Spare That Tree", ambos grandes éxitos de Williams, en 1936 y 1937. En 1940 Duke Ellington compuso y grabó "A Portrait of Bert Williams", un elaborado tributo. En 1978, en un especial de televisión de la Orquesta Boston Pops, Ben Vereen realizó un tributo a Williams maquillado y vestido como él y repitiendo sus pasos de baile de vodevil clásico.
En la Segunda Guerra Mundial el SS Bert Williams fue nombrado en su honor.
En la película de 1955 The Seven Little Foys, una biografía del artista de vodevil Eddie Foy, Bob Hope canta "Nobody".
La versión del musical Chicago de 1975, adapta la personalidad de Williams en el personaje de Amos Hart. Su número destacado en el musical, "Mister Cellophane", es un pastiche de "Nobody".
Johnny Cash incluyó una versión de "Nobody" en su álbum American III: Solitary Man de 2000. El sello Archeophone recopiló y publicó en CD todas las grabaciones conservadas de Williams.
La obra teatral de Richard Aellen de 2008 Nobody se centra en la época de Walker y Williams en el vodevil.